# 海津市市民プール

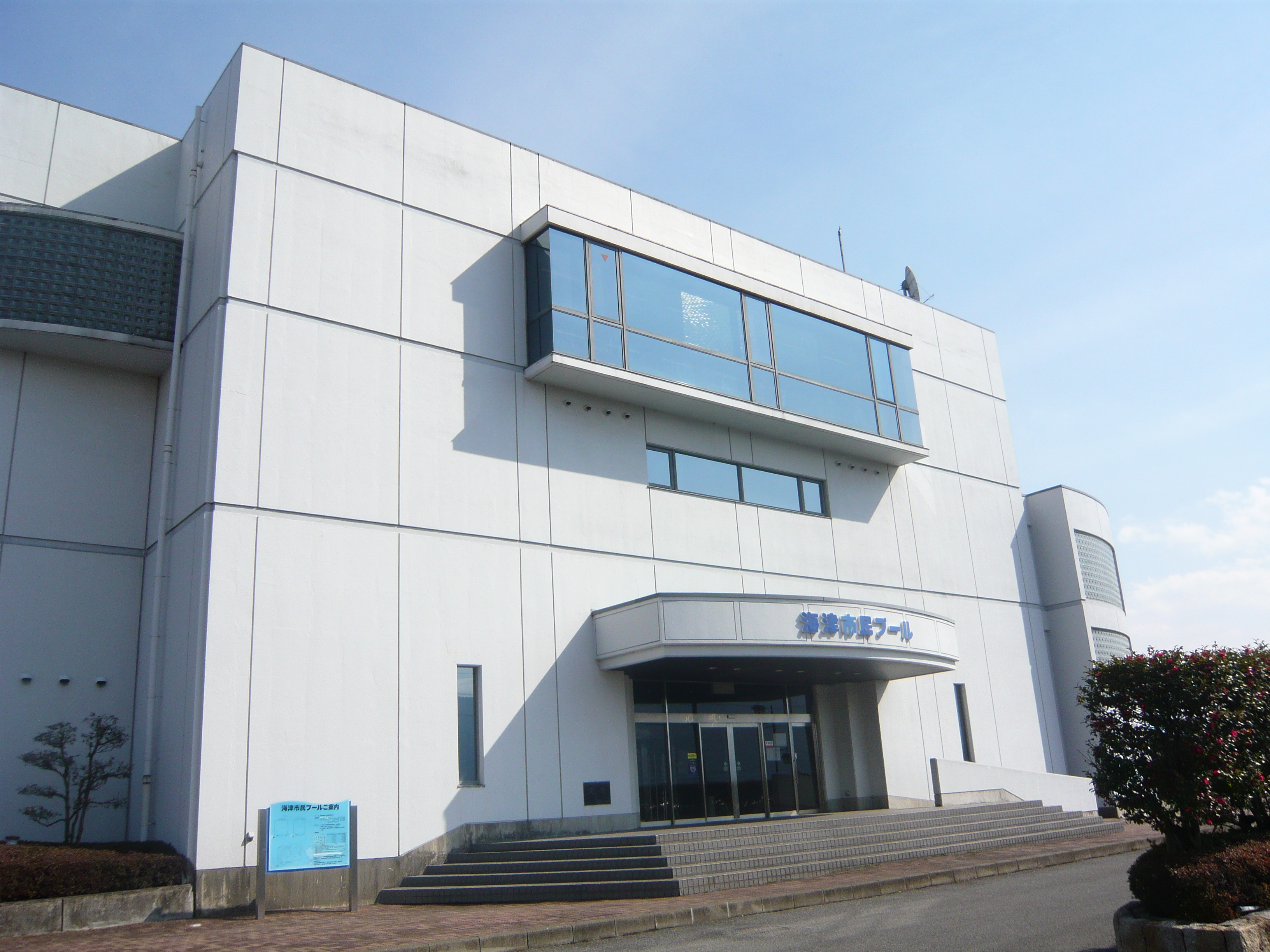
海津市市民プール

海津市市民プール（かいづししみんプール）は、岐阜県海津市にある海津市のプール（通年営業）である。
海津市民プールと呼ばれる場合もあり、施設入口の表記には「海津市民プール」が用いられている。1990年（平成2年）5月に海津町民プールとして開館。2005年（平成17年）に海津市となるのにともない現名称に改称された。
2012年（平成24年）4月1日より、指定管理者制度により株式会社愛知スイミングが管理運営を行っている。

## 施設概要
屋外
- 野外プール
- 屋外子供・幼児用プール
- ウォータースライダー

屋内
- 温水プール（25m×8コース、水深1〜1.2m）
- 屋内子供用プール（2.5m半円・2.0m半円、水深0.6m）
- 屋内幼児用プール（4m×6m、水深0.4m）
- トレーニングルーム
- 体操室

## 概要
- 休館日：月曜日（月曜日が祝日の場合はその翌日）、年末年始（12月29日〜1月3日）
- 開館時間
  - 13:00〜21:00（最終入場受付は20:15）
  - 夏季（学童夏季休暇期間）は10:00〜21:00（最終入場受付は20:15）
- 住所：〒503-0646 岐阜県海津市海津町萱野204-1

## 周辺施設
- 海津市役所
- 海津市文化センター
- 海津市海津図書館
- 海津市歴史民俗資料館